# Estação São Vicente
A Estação São Vicente é uma das estações do VLT da Baixada Santista, situada em São Vicente, entre a Estação Mascarenhas de Moraes e a Estação Antônio Emmerich. É administrada pela ARTESP.
Foi inaugurada em 6 de junho de 2014. Localiza-se no cruzamento da Avenida Martins Fortes com a Avenida Pérsio de Queirós Filho. Atende o bairro do Centro, situado na Área Insular da cidade.

## Diagrama da estação
|  | ↓ a ↓ |

| 1 |

|  | ↑ b ↑ |

|  | ↓ a ↓ |

| 1 |

|  | ↑ b ↑ |

|  | ↓ a ↓ |

| 1 |

|  | ↑ b ↑ |

|  | ↓ a ↓ |

| 1 |

|  | ↑ b ↑ |